# 王立河
王立河，理学博士，西安交通大学教授，入选中华人民共和国教育部第五批"长江学者"特聘教授。

## 生平
曾就读于北京大学数学系、美国芝加哥大学数学系，曾在纽约大学任助教、加利福尼亚大学洛杉矶分校数学系任副教授。